# 2003年バスケットボール女子欧州選手権
2003年FIBAヨーロッパ女子バスケットボール選手権（2003 European Basketball Championship for Women）は、ギリシャで開催されたバスケットボール欧州選手権女子大会。
全12か国が出場し、ロシアが6大会ぶり22回目の優勝（ソ連時代含む。ロシアとしては初）を飾った。ロシアにチェコ、スペインを加えた3か国はアテネオリンピックへのヨーロッパ代表としての出場権を獲得した。

## 最終結果
| 順位 | 国                     |
| ---- | ---------------------- |
| 1    | ロシア                 |
| 2    | チェコ                 |
| 3    | スペイン               |
| 4    | ポーランド             |
| 5    | フランス               |
| 6    | ベルギー               |
| 7    | スロバキア             |
| 8    | セルビア・モンテネグロ |
| 9-   | ギリシャ               |
| 10   | ハンガリー             |
| 11   | ウクライナ             |
| 12   | イスラエル             |